# Ludza
Ludza ( výslovnost) je město v Lotyšsku a správní centrum stejnojmenného kraje. V roce 2011 zde žilo 8 931 obyvatel.